# Шкуд Моїсей Абрамович
Моїсей Абрамович Шкуд (19 жовтня 1907, Секуряни — 1 лютого 1988, Москва) — радянський інженер, архітектор, організатор будівництва.

## Біографія
Народився 1907 року у містечку Сокиряни (Секуряни) Хотинського повіту Бессарабської губернії (нині м. Сокиряни Чернівецької області, Україна). З 1922 року працював електромонтером у Вінниці.
У 1931 році закінчив Київський політехнічний інститут. У 1930-х роках керував будівництвом радіостанцій в Одесі, Чернігові, Києві, Алма-Аті, Луцьку. У 1940—1941 рр. займався проектуванням серії потужних радіостанцій для західних областей Союзу РСР.
У 1941—1942 рр. був на фронті, а відтак керував відбудовою, розбитих у ході бойових дій, радіостанцій під Москвою, у Ленінграді, Києві, Мінську, Львові, Кишиневі, Одесі та інших містах.

## Науково-творча діяльність
З середини 1950-х років на посаді головного інженера Державного Союзного проектного інституту Міністерства зв'язку СРСР керував проектуванням телецентрів для Москви і столиць союзних республік, багатопрограмних радіопередаючих станцій, багатоканальних радіорелейних ліній великої протяжності, станцій космічного зв'язку.
У 1962 році під керівництвом М. А. Шкуда (головний конструктор) була розроблена перша в країні сухопутна система сотового зв'язку «Алтай».
У 1964—1967 роках на посаді головного інженера (спільно з Б. А. Злобіним) керував будівництвом Останкінської телевізійної вежі у Москві, він один з авторів (спільно з Д. І. Бурдіним і Л. І. Щіпакіним) її архітектурного проекту. У кінці 1970-х років керував проектуванням радіооб'єктів «Олімпіади-80», у тому числі Олімпійського телерадіокомплексу.
На початку 1980-х років знову займався проектуванням системи ультракоротких хвиль зв'язку з пересувними об'єктами.

## Відзнаки
- Лауреат Ленінської премії (1970).
- Лауреат Державної премії СРСР (1983).

## Публікації
- Айзенберг Г. З., Шамшин В. А., Шкуд М. А., Ямпольский В. Г. Радиорелейные линии с пассивными ретрансляциями. Электросвязь, 1969, № 8. — С. 1—9.
- Голдьденберг Л. Ф., Шкуд М. А. Принципы антенной комутации радиовещательных центров. Электросвязь, 1976, № 6.